# Visiedo
Visiedo es un municipio y localidad española de la provincia de Teruel, en la comunidad autónoma de Aragón. El término municipal, ubicado en la comarca de la Comunidad de Teruel, tiene una población de 131 habitantes (INE 2024).

## Geografía
Se encuentra a 47,1 km de la ciudad de Teruel, por la N-420.

## Historia
A mediados del siglo XIX, el lugar tenía contabilizada una población de 587 habitantes. Aparece descrito en el decimosexto volumen del Diccionario geográfico-estadístico-histórico de España y sus posesiones de Ultramar de Pascual Madoz de la siguiente manera:

VISEDO: l. con ayunt. en la prov. y dióc de Teruel (7 leg.), part. jud. de Segura (6), el juzgado reside en Montalban, aud. terr. de Zaragoza (20) y c. g. de Aragon. sit. en terreno llano en el campo de su nombre; el clima es sano y no muy frio. Tiene unas 150 casas de mediana construccion con calles llanas pero muy sucias en tiempo de invierno; hay una escuela de instruccion primaria concurrida por 30 niños; igl. parr. (San Pedro) servida por un cura de entrada y de provision ordinaria, y un cementerio bien sit. Confina el térm. por el N. con el de Lidon; E. Rillo y Fuentes calientes; S. Camaños y Perales, y O. Argente; hay en él varias fuentes de escelentes aguas. El terreno es llano y de buena calidad, aunque de secano; hay una deh. con pastos y monte carrascal. Los caminos son regulares y locales. El correo se recibe de Teruel dos veces en la semana. prod.. trigo, cebada y avena; hay ganado lanar y vacuno y caza de conejos, liebres y perdices. pobl.: 147 vec., 587 alm. riqueza imp.: 32,039 rs.
(Madoz, 1850, p. 333)

## Demografía
Visiedo cuenta con una población de 131 habitantes (INE 2024).
| Gráfica de evolución demográfica de Visiedo entre 1842 y 2021                                                       |
| |
| Población de derecho según los censos de población del INE Población de hecho según los censos de población del INE |

## Administración y política
| Período   | Alcalde                        | Partido |  |
| --------- | ------------------------------ | ------- |  |
| 1979-1983 | Alejandro Fernández Tolosa     | UCD     |  |
| 1983-1987 |                                |         |  |
| 1987-1991 |                                |         |  |
| 1991-1995 |                                |         |  |
| 1995-1999 |                                |         |  |
| 1999-2003 |                                |         |  |
| 2003-2007 |                                |         |  |
| 2007-2011 |                                |         |  |
| 2011-2015 | Pedro Andrés Arandia Fernández | PP      |  |
| 2015-2019 | María Ángeles Zaera Mateo      | PSOE    |  |

| Partido político    | Partido político                                   | 2003   | 2007   | 2011   | 2015   |
| Partido político    | Partido político                                   | Ediles | Ediles | Ediles | Ediles |
|                     | Partido Popular de Aragón (PP)                     | 1      | 1      | 4      | 2      |
|                     | Partido de los Socialistas de Aragón (PSOE-Aragón) | 3      | 2      | —      | 2      |
|                     | Partido Aragonés (PAR)                             | 3      | 4      | 1      | 1      |
| Total de concejales | Total de concejales                                | 7      | 7      | 5      | 5      |

## Patrimonio
Entre su patrimonio destacan su castillo, la iglesia de San Pedro y la ermita de Nuestra Señora del Carmen.